# Alcides Escobar
Alcides Escobar Ugueto (La Sabana, Distrito Federal, 16 de diciembre de 1986) es un campocorto venezolano de béisbol profesional de las Grandes Ligas que actualmente es jugador de los acereros de monclova, Juega para los Tiburones de La Guaira en la LVBP. Escobar jugó para los Milwaukee Brewers entre 2008 y 2010, y con los Kansas City Royals entre 2011 y 2018.

## Carrera profesional

### Milwaukee Brewers

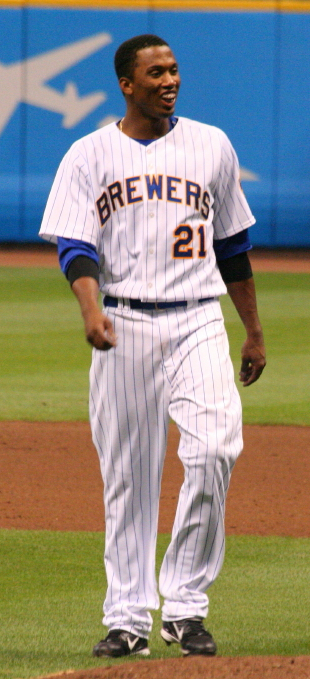
Escobar con los Milwaukee Brewers en 2009.

Escobar fue firmado como agente libre internacional por los Milwaukee Brewers en 2003. En 2007 pasó tiempo entre Clase A y Clase AA, participando en 63 juegos con los Brevard County Manatees de Clase A y 62 juegos con los Huntsville Stars de Doble-A. Bateó para un promedio combinado de .306 con un jonrón y 53 carreras impulsadas.
En 2008, Escobar jugó principalmente para los Stars. El 1 de septiembre de 2008, con la expansión de plantillas en Grandes Ligas, Escobar fue llamado a las mayores por primera vez y debutó dos días después como reemplazo defensivo en el campocorto, el 3 de septiembre de 2008 se convirtió en el Venezolano N.º 231 en las Grandes Ligas. Conectó el primer hit en su carrera en su primer turno al bate, un sencillo ante el lanzador Scott Schoeneweis de los New York Mets.
Antes de iniciar la temporada de 2009, Baseball America calificó a Escobar como el 19.º mejor prospecto en el béisbol profesional. En 2009, participó en el Juego de Futuras Estrellas como el campocorto titular del equipo del mundo (World Team). Durante el juego, se fue de 2-4 y anotó la carrera inicial. El 12 de agosto, fue llamado a los Brewers desde los Nashville Sounds de Triple-A para reemplazar a J. J. Hardy, a quien habían bajado a las menores. Hizo su primera aparición de la temporada en las mayores esa misma noche, reemplazando a Prince Fielder como corredor emergente en el cierre de la novena entrada frente a los San Diego Padres. Escobar robó la segunda base, avanzando finalmente a la tercera base por un error de lanzamiento.
Al finalizar la temporada 2009, los Brewers transfirieron a Hardy a los Minnesota Twins, y nombraron a Escobar como el campocorto titular para la temporada 2010. Antes de iniciar dicha temporada, Baseball America calificó a Escobar como el 12.º mejor prospecto en el béisbol profesional.

### Kansas City Royals
El 18 de diciembre de 2010, Escobar fue transferido a los Kansas City Royals junto a Lorenzo Cain, Jeremy Jeffress y Jake Odorizzi, a cambio de Zack Greinke y Yuniesky Betancourt.
El 15 de marzo de 2012, firmó con los Royals una extensión de contrato de cuatro años y 10 millones de dólares hasta 2015, con opciones de club para 2016 y 2017. Si ambas opciones son ejercidas, Escobar podría ganar 21,75 millones. Escobar, programado para ganar sólo 519,5 mil dólares en 2012, ganó un millón, y en 2013 tres millones, cantidad que ganaría hasta el 2015. Su opción de 2016 está valorada en 5,25 millones con una compra por 0,5 millones. Su opción de 2017 está valorada en 6,5 millones con compra de 0,5 millones igualmente. La extensión de contrato cubre su temporada pre-arbitraje final y sus tres temporadas de arbitraje. Las opciones de club cubren su primer año de candidato a la agencia libre.
En 2014, Escobar, junto a Evan Longoria, Hunter Pence y Freddie Freeman, fueron los únicos jugadores en iniciar los 162 encuentros de temporada regular para sus respectivos equipos. Finalizó la temporada con promedio de bateo de .285, 74 carreras anotadas, 50 impulsadas y 31 bases robadas. Ayudó a los Reales a avanzar a la Serie Mundial de 2014, pero perdieron en siete juegos ante los Gigantes de San Francisco.
El 29 de abril de 2015, Escobar sufrió una conmoción cerebral al recibir un pelotazo en la cara, por lo que fue incluido en la lista de lesionados. Fue elegido como campocorto titular en la votación al Juego de Estrellas, la primera ocasión en su carrera que forma parte de este evento.
En la postemporada, nuevamente ayudó a los Reales a llegar hasta la Serie Mundial, y en esta ocasión fue elegido como el Jugador Más Valioso de la Serie de Campeonato de la Liga Americana, el cuarto venezolano en recibir dicho reconocimiento, uniéndose a Jesús Marcano Trillo (1980), Eduardo Pérez (1999) y Marco Scutaro (2012). Escobar terminó con promedio de .478 con 6 carreras anotadas y 5 remolcadas, siendo la bujía de su equipo y el bateador más productivo durante toda la serie. Asimismo, impuso un récord de postemporada al conectar un imparable en el primer turno de cada uno de los primeros cuatro juegos de una serie. Eventualmente los Reales ganarían la Serie Mundial de 2015.
Al finalizar la temporada, Escobar se convirtió en el sexto campocorto venezolano en ganar un Guante de Oro; registró un porcentaje de fildeo de .980, con 13 errores en 647 lances defensivos, 417 asistencias, 217 roletazos y 80 dobleplays realizados. El venezolano superó a Xander Bogaerts de los Medias Rojas de Boston (.984) y a Didi Gregorius de los Yanquis de Nueva York (.979).
El 29 de enero de 2018, Escobar renovó su contrato con los Reales por un año y $2.5 millones. En 485 turnos al bate, registró un bajo promedio de bateo de .231 con cuatro jonrones, 34 impulsadas, 54 anotadas y ocho bases robadas. Al final de la temporada se convirtió en agente libre.

### Baltimore Orioles
El 16 de febrero de 2019, Escobar firmó un contrato de ligas menores con los Baltimore Orioles que incluía una invitación al entrenamiento de primavera. El 20 de marzo de 2019, a Escobar se le concedió su liberación total de los Orioles.

### Chicago White Sox
El 22 de marzo de 2019, Escobar firmó un contrato de ligas menores con los Chicago White Sox. Fue asignado a los Caballeros de Charlotte Triple-A para comenzar el año. Después de batear (.286 / .343 / .444) con 10 jonrones y 70 carreras impulsadas, Escobar fue liberado por la organización el 2 de agosto.

### Tokyo Yakult Swallows
El 30 de octubre de 2019, Escobar firmó con los Tokyo Yakult Swallows de la Liga Japonesa de Béisbol Profesional (NPB). El 31 de enero de 2020, celebró una conferencia de prensa con Gabriel Ynoa y Matt Koch.
El 19 de junio hizo su debut en NPB. El 15 de julio, Escobar conectó el primer jonrón de su carrera en la NPB ante el lanzador de los Hanshin Tigers, Onelki García. En 104 juegos con Yakult, Escobar redujo (.273 / .312 / .329) con 1 jonrón y 30 carreras impulsadas. El 23 de noviembre de 2020, se convirtió en agente libre.

### Kansas City Royals (Segundo período)
El 4 de mayo de 2021, Escobar firmó un contrato de ligas menores con la organización Kansas City Royals y fue asignado a los Omaha Storm Chasers. En 35 juegos con Omaha, Escobar registró una barra de (.274 / .311 / .452) con 5 jonrones y 16 carreras impulsadas.

### Washington Nationals
El 2 de julio de 2021, Escobar fue canjeado a los a cambio de consideraciones en efectivo Washington Nationals. Fue seleccionado para el roster activo el 3 de julio. El 18 de julio, Escobar conectó su primer jonrón de Grandes Ligas desde la temporada 2018 contra los Padres de San Diego para llevar a los Nacionales a una carrera en la octava entrada, y conectó un sencillo de salida en el noveno para llevarlos a una victoria de 8-7.

### LVBP

#### En Venezuela
En su país natal comenzó su carrera con el equipo Cardenales de Lara en el año 2006. Luego, en el año 2011 vistió la camiseta de las Águilas del Zulia en calidad de refuerzo para el round robin de ese año. Finalmente en 2014 pasa a los Tiburones de La Guaira en cambio por Maicer Izturis; mas sólo pudo actuar con el equipo en el marco de la semifinal del año 2017 cuando los escualos cayeron derrotados ante Cardenales 4-1.

## Vida personal
Alcides Escobar es primo de los lanzadores Kelvim Escobar y Edwin Escobar, así como el jardinero Ronald Acuña Jr., también es sobrino del campocorto José Escobar. Escobar comenzó a jugar béisbol cuando tenía cuatro años, y dijo cómo idolatraba a su compatriota el torpedero venezolano Omar Vizquel.